# Szanyi Tibor
Szanyi Tibor Jenő (Budapest, 1956. július 13. –) magyar politikus és közgazdász. 2014 és 2019 között az Európai Parlament képviselője a Szocialisták és Demokraták (S&D) frakciójában. Korábban, 1998 és 2014-ig a Magyar Szocialista Párt (MSZP) országgyűlési képviselője volt négy cikluson keresztül. 2002 és 2004 között a földművelésügyi és vidékfejlesztési, 2004 és 2006 között a Gazdasági és Közlekedési Minisztérium politikai államtitkára. 2010–2014 között az MSZP elnökségi tagja, 2018 és 2019 között a párt alelnöke.

## Életpályája
Szanyi Jenő közgazdász és Karpf Mária gyermeke. 1974-ben a budapesti Berzsenyi Dániel Gimnázium fizika tagozatán érettségizett. 1975-től a Marx Károly Közgazdaságtudományi Egyetem külgazdaság szakos hallgatója, 1980-ban diplomázott, 1988-ban egyetemi doktori címet szerzett.
Pályája kezdetén két évig az agrár külkereskedelemben dolgozott. 1982-90 között főelőadó volt az agrártárcánál. 1982 és 1985 között a Római Magyar Nagykövetség FAO-képviselet titkára volt, 1990-91 között az Agroinformnál vezérigazgató, majd 1991–92 között a Magyar Vállalkozói Kamara főtitkára volt. 1992-98 között az Euro Info Service ügyvezető igazgatójaként dolgozott. 1994-ben alapítója volt az Európai Tanulmányok Alapítványnak.
1998. június 15-én lépett be az MSZP-be, majd az Európai Integrációs Tagozat alapító elnöke lett, mely ma Európa-politikai Tagozat néven működik. 1998 óta a MEASZ tagja. 1998 májusában az MSZP támogatásával Budapest 19. számú választókerületében egyéni mandátumot szerzett. 1998-2002-ben az Európai Integrációs Ügyek Bizottsága alelnöke, 2002-2004 között az októberi kormányváltásig a Földművelésügyi és Vidékfejlesztési Minisztérium politikai államtitkára, 2003-2004 között vidékpolitikai kormánymeghatalmazott, 2004 októberétől a Gazdasági és Közlekedési Minisztérium politikai államtitkára volt. 2004 óta a Policy Network (London) igazgatósági tagja. A 2006. évi országgyűlési választáson ismét Budapest 19. választókerületében szerzett egyéni mandátumot. 2006 júniusától a Gazdasági és informatikai Bizottság, 2008 májusától az Európai ügyek bizottságának tagja. A 2010. évi országgyűlési választásokon negyedszer is mandátumot szerzett Budapest, XIII. kerület, 19. sz. választókerületében, a mandátum átvétele után az Ifjúsági, szociális, családügyi és lakhatási bizottság tagja lett, illetve Európai ügyek bizottságában tevékenykedett.
A 2010-es év tavaszán a Magyar Szocialista Párt által tartott tisztújító kongresszuson a párt elnökségi tagjává választották. Nem sokkal ezután a párt vezetése kinevezte a 2010-es önkormányzati választások kampányfőnökévé. 2012 márciusában az MSZP tisztújítási kongresszusán indult a pártelnöki pozícióért, de alulmaradt Mesterházy Attila hivatalban lévő elnökkel szemben. A 2014-es európai parlamenti választáson mandátumot szerzett, mint az MSZP listavezetője.

## Európai parlamenti tevékenysége
A 2014-es európai parlamenti választáson az MSZP listavezetőjeként szerzett mandátumot. Első alelnöke az EU–Ukrajna Parlamenti Társulási Bizottságba delegált küldöttségnek, főtagja a Mezőgazdasági és Vidékfejlesztési Bizottságnak (AGRI), és póttagja a Környezetvédelmi, Közegészségügyi és Élelmiszer-biztonsági Bizottságnak (ENVI), a Gazdasági és Monetáris Bizottságnak (ECON) valamint a Svájccal és Norvégiával fenntartott kapcsolatokért felelős és az EU–Izland Parlamenti Vegyes Bizottságba és az EGT Parlamenti Vegyes Bizottságába delegált küldöttségnek (DEEA). Részt vett a TAXE és PANA bizottságok munkájában, amelyek a feltételes adómegállapításokkal, az itt tapasztalható visszaélésekkel, valamint a pénzmosási, adókikerülési és adókijátszási ügyek vizsgálatával foglalkoztak. 2016 januárjában egyetlen baloldali magyar képviselőként beválasztották az Európai Parlament ún. "dízelbotrányt" vizsgáló bizottságába is.
5 éves mandátuma során több mint 1000 felszólalása  volt az Európai Parlament plenáris ülésein, valamint több mint 2000 módosító indítványt  nyújtott be a különböző jelentésekhez.
Az "okosfalvak" projket kezdeményezője. A 2015-ös kísérleti program (pilot program), amelyet "Smart, eco, social villages" (Okos, környezettudatos, szociális falvak) néven nyújtott be az Európai Bizottsághoz, kedvező fogadtatásra lelt. Olyannyira, hogy már a 2016-os EU-költségvetésben 800.000 eurós pénzügyi keretet különítettek el a célra. Kezdeményezésére később több mint 3 millió euró keretösszegű előkészítő program (preparatory action) indult.
Meghatározó szerepet töltött be a gazdaságpolitikai, versenypolitikai, illetve falupolitikai területeken is. Az EU versenypolitikájáról szóló parlamenti fő jelentéstevőként elérte, hogy az EP nagy többséggel szavazta meg jelentését, amelynek legfőbb, normaértékű baloldali tartalma annak kijelentése, hogy a versenyszabályok nem írhatják felül a szociális vívmányokat és szempontokat. Az említett jelentés az első olyan jelentősebb európai parlamenti dokumentum, mely világossá tette, hogy az adórendszer igenis tartalmazhat szociális megfontolásokat.

## A 2019-es európai választást követően
2019-ben Szanyi Tibor az MSZP-Párbeszéd európai parlamenti (EP-) listájának harmadik helyéről nem szerzett újból mandátumot. Ezt követően  Szanyi az MSZP vezetését többször is élesen bírálta. A párt elnöksége június végén fel is függesztette a volt EP-képviselő párttagságát..
A fegyelmi eljárás megrovással zárult. A döntés ellen az MSZP elnöksége súlyosbításért fellebbezett. A párt országos etikai és egyeztető bizottsága a párt megítélését nyilatkozataival, cselekedeteivel hátrányosan befolyásoló magatartása miatt végül visszahívta alelnöki tisztségéből. A politikai bukást követően igazság, egyenlőség, egyetértés ideológiai jelszavakkal és alapvetéssel új mozgalmat indít, amelyhez tervei szerint magánszemélyek és más szervezetek csatlakozását reméli. Mint 2019. augusztus 27-én a Magyar Nemzet napilapnak nyilatkozta az a célja, hogy zöld zászlók alatt életben maradni.
2020 januárjában Szanyi Tibor bejelentette, hogy kilép a Magyar Szocialista Pártból.

## Az Igen Szolidaritás Magyarországért Mozgalom
2020 márciusában Szanyi Tibor új pártot alapított Igen Szolidaritás Magyarországért Mozgalom (ISZOMM) néven.
A 2020-ban bírósági bejegyzés alatt lévő baloldali politikai pártot 11 magánszemély alapította, köztük Huszti Andrea, Kalmár Szilárd, Szanyi Tibor és Székely Sándor.
A párt elődjei Szanyi Tibor mozgalma, az IGEN, valamint a Székely Sándor országgyűlési képviselő által vezetett Magyar Szolidaritás Mozgalom. Az új párt elnöke Huszti Andrea lett, aki korábban a Bajnai Gordon-féle Együttnek volt az alapítója.
Az új párt 2020. március 6-án mutatkozott be Budapesten egy sajtótájékoztatón. Az alapítók kijelentették, hogy részt kívánnak venni a 2022-es országgyűlési választást megelőző baloldali előválasztáson.
Az ISZOMM 2020. július 18-án megtartotta alakuló kongresszusát. A párt egyik alelnöke és miniszterelnök-jelöltje Szanyi Tibor lett, míg elnökének Huszti Andreát választotta a Kongresszus.

## Magánélete
Első házasságából két felnőtt fiúgyermeke van, Bálint (1986) és Viktor (1989). 2013-ban újraházasodott, és még ebben az évben megszületett Márton, majd 2015-ben Emma és 2020-ban Emili.

## Díjai, elismerései
- 2004-ben Olasz Köztársaság Érdemrendje, tisztikereszt[23]
- 2005-ben Katolikus Izabella-rend parancsnoki keresztje a csillaggal[24]

## Beszélt nyelvek
Angol, olasz, német, orosz, francia.

## Személye körüli viták
A politikus 2017-ben polgári peres úton tisztázta a Gój motorosok állításait, a bíróság pedig az ellene indított 10 kereseti pontból 9-et elutasított, s egyedül abban marasztalta el, hogy a Gój Motorosokat a Fidesz motorosklubjának nevezte, mert a bíróság megítélése szerint ez nem lett bizonyítva. Az ügy háttere, hogy 2014-ben Szanyi Tibor Brüsszelben vendégül látta a Gój Motoros Egyesület 12 tagját. Október 7-én a témával foglalkozó sajtó tevékenységet „patkányújságírásnak” nevezte, ami a MÚOSZ szerint a demokratikus nyilvánossággal összeegyeztethetetlen. Gőgös Zoltán, az MSZP elnökhelyettese fegyelmi eljárás indítását helyezte kilátásba, majd az MSZP országos etikai és fegyelmi ügyek tanácsa október 15-én figyelmeztetésben részesítette a képviselőt, aki nyilatkozatában megkövette mindazokat, akik „érzékenységéhez óvatlanul” közelített. Szanyi Tibor ezt követően lemondott az MSZP és a DK közös európai parlamenti csoportjának vezetéséről.

## Kötetei
- Minden másként lesz; Bookmaker, Bp., 2004[33]